# Кан'їн Котохіто
Принц Кан'їн Котохіто (яп. 閑院宮載仁親王; 10 листопада 1865, Кіото — 21 травня 1945, Одавара) — японський воєначальник, 6-й голова молодшої гілки Імператорського дому Кан'їн-но-мія, маршал.

## Біографія
16-й син голови дому Фусімі принца Фусімі Куніє, який мав право на трон у разі згасання старшої гілки Імператорського дому. У віці трьох років відправлений в монастир Самбо-ін, щоб стати ченцем. У зв'язку з дитячою смертністю основної лінії імператорського дому імператор Комей вирішив зробити Котохіто потенційним спадкоємцем. В 1872 році Котохіто очолив дім Кан'їн, що з 1842 року вважався згаслим після смерті 5-го глави, принца Кан'їн Нарухіто. Котохіто став зведеним братом імператора Мейдзі та дядьком імператора Тайсьо.
В 1881 році закінчив командне училище Сухопутних військ. В 1882 році призначений військовим аташе у Франції, в 1894 році закінчив кавалерійське відділення Військової академії Сухопутних військ. В 1894/95 роках брав участь у Японо-китайській війні, до 1905 року був командиром 1-го кавалерійського полку і 2-ї кавалерійської бригади. Учасник Російсько-японської війни. В 1906 році призначений командиром 1-ї дивізії, в 1911 році — Гвардійської дивізії. В 1912 році став членом Вищої військової ради. В 1921 році супроводжував принца Хірохіто у поїздці Європою. Наприкінці 1931 року призначений головою Генштабу Сухопутних військ.
Сприяв зміщенню генерала Сюнроку Хата з посади міністра сухопутних військ, що призвело до падіння кабінету Йонай влітку 1940 року. Після формування кабінету Коное став членом Наради Ставки та Кабінету та підтримав підписання «Троїстого пакту». Восени 1940 року залишив посаду  начальника Генерального штабу, але залишився членом Вищої військової ради та радником фмператора з військових питань. Помер від хвороби в літній резиденції дому Кан'їн в Одаварі і був удостоєний державного похорону.

## Сім'я
19 грудня 1891 року одружився з Тіеко, дочкою принца Санетомі. У пари народились 5 дочок і 2 сини:
- Ацухіто (篤仁王, 1894 — 1894)
- Юкіко (恭子女王, 1896 — 1992) — дружина графа Андо Нобуакі (1890 — 1976).
- Сігеко (茂子女王, 1897 — 1991) — дружина орнітолога Курода Накаміті.
- Суеко (季子女王, 1898 — 1914) — померла від ниркової недостатності.
- Харухіто (閑院宮春仁王, 1902 — 1988)
- Хіроко (寛子女王, 1906 — 1923) — загинула під час Великого землетрусу Канто.
- Ханако (華子女王, 1909 — 2003) — дружина принца Катьо Хіронобу.

## Звання
- Лейтенант (листопад 1890)
- Капітан (листопад 1892)
- Майор (листопад 1894)
- Полковник (3 листопада 1899)
- Генерал-майор (3 листопада 1901)
- Генерал-лейтенант (3 листопада 1904)
- Генерал (27 листопада 1912)
- Маршал (12 грудня 1919)

## Нагороди

### Японська імперія
- Орден хризантеми
  - з великою стрічкою (18 серпня 1887)
  - з намистом (24 вересня 1921)
- Орден Квітів павловнії
- Орден Священного скарбу 1-го класу
- Орден Золотого шуліки
  - 4-го класу (20 листопада 1895)
  - 2-го класу (1 квітня 1906)
  - 1-го класу (4 квітня 1942)
- Медаль Російсько-японської війни 1904-1905 (1 квітня 1906)
- Знак маршала (12 грудня 1919)
- Військова медаль 1914-1920 (1 листопада 1920)
- Пам'ятна медаль реконструкції імперської столиці (5 грудня 1930)
- Пам'ятна медаль «2600 років Японії» (15 серпня 1940)
- Медаль члена Японського Червоного Хреста

### Королівство Італія
- Вищий орден Святого Благовіщення (20 травня 1900)
- Орден Святих Маврикія та Лазаря, великий хрест (20 травня 1900)
- Орден Корони Італії, великий хрест (20 травня 1900)

### Королівство Пруссія
- Орден Червоного орла, великий хрест (23 червня 1900)
- Князівський орден дому Гогенцоллернів, почесний хрест 1-го класу з мечами (18 листопада 1905)
- Орден Корони (Пруссія) 4-го класу (22 червня 1906)

### Інші країни
- Орден Почесного легіону, великий хрест (Франція; 5 жовтня 1895)
- Орден Святого Олександра Невського (Російська імперія; 2 листопада 1898)
- Орден Леопольда I, великий хрест з мечами (Бельгія; 28 травня 1900)
- Орден «Османіє» 1-го класу (Османська імперія; 29 травня 1900)
- Королівський угорський орден Святого Стефана, великий хрест (Австро-Угорщина; 7 червня 1900)
- Орден Подвійного дракона 1-го ступеня, 2-й клас (Династія Цін; 27 січня 1904)
- Орден Святого Михайла і Святого Георгія, великий хрест (Британська імперія; 1921)